# Eurométropole Tour 2014
De 74e editie van de wielerwedstrijd Eurométropole Tour vond in 2014 plaats van 2 tot en met 5 oktober. De wedstrijd startte in La Louvière en eindigde in Doornik. De ronde maakte deel uit van de UCI Europe Tour 2014, in de categorie 2.1. In 2013 won de Belg Jens Debusschere. Dit jaar won de Fransman Arnaud Démare.

## Deelnemende ploegen
| WorldTour               | ProContinentaal              | Continentaal                  |
| ----------------------- | ---------------------------- | ----------------------------- |
| Lotto-Belisol           | Topsport Vlaanderen-Baloise  | Color Code-Biowanze           |
| Omega Pharma-Quick-Step | Wanty-Groupe Gobert          | T.Palm-Pôle                   |
| Belkin                  | Bretagne-Séché Environnement | Vastgoedservice-Golden Palace |
| Europcar                | Cofidis                      | Veranclassic-Doltcini         |
| FDJ.fr                  | IAM Cycling                  | Vérandas Willems              |
| Garmin Sharp            | MTN-Qhubeka                  | Wallonie-Bruxelles            |
| Giant-Shimano           |                              | Roubaix Lille Métropole       |
| Katjoesja               |                              |                               |
| Orica-GreenEdge         |                              |                               |
| Tinkoff-Saxo            |                              |                               |
| Trek Factory Racing     |                              |                               |

## Etappe-overzicht
| etappe | datum     | start        | finish      | type       | afstand | winnaar       | klassementsleider |
| ------ | --------- | ------------ | ----------- | ---------- | ------- | ------------- | ----------------- |
| 1e     | 2 oktober | La Louvière  | Kortrijk    | Vlakke rit | 191 km  | Arnaud Démare | Arnaud Démare     |
| 2e     | 3 oktober | Estaimbourg  | Nieuwpoort  | Vlakke rit | 171 km  | Arnaud Démare | Arnaud Démare     |
| 3e     | 4 oktober | Blankenberge | Middelkerke | Vlakke rit | 174 km  | Theo Bos      | Arnaud Démare     |
| 4e     | 5 oktober | Bergen       | Doornik     | Vlakke rit | 155 km  | Arnaud Démare | Arnaud Démare     |

## Etappe-uitslagen

### 1e etappe
| La Louvière - Kortrijk (191 km) |                     |                     |          |
| Plaats                          | Naam                | Ploeg               | Tijd     |
| Winnaar                         | Arnaud Démare       | FDJ.fr              | 4u18'36" |
| 2                               | Adrien Petit        | Cofidis             | z.t.     |
| 3                               | Jens Keukeleire     | Orica-GreenEdge     | z.t.     |
| 4                               | Tyler Farrar        | Garmin Sharp        | z.t.     |
| 5                               | Danny van Poppel    | Trek Factory Racing | z.t.     |
| 6                               | Jonas Van Genechten | Lotto-Belisol       | z.t.     |
| 7                               | Roy Jans            | Wanty-Groupe Gobert | z.t.     |
| 8                               | Matti Breschel      | Tinkoff-Saxo        | z.t.     |
| 9                               | Mickaël Delage      | FDJ.fr              | z.t.     |
| 10                              | Sondre Holst Enger  | IAM Cycling         | z.t.     |

| Algemeen klassement |                  |                             |          |
| Plaats              | Naam             | Ploeg                       | Tijd     |
| Gele trui           | Arnaud Démare    | FDJ.fr                      | 4u18'26" |
| 2                   | Adrien Petit     | Cofidis                     | + 4"     |
| 3                   | Jens Keukeleire  | Orica-GreenEdge             | + 6"     |
| 4                   | Jan Ghyselinck   | Wanty-Groupe Gobert         | + 7"     |
| 5                   | Edward Theuns    | Topsport Vlaanderen-Baloise | z.t.     |
| 6                   | Tom Dernies      | Wallonie-Bruxelles          | z.t.     |
| 7                   | Matti Breschel   | Tinkoff-Saxo                | + 8"     |
| 8                   | Jack Bauer       | Garmin Sharp                | z.t.     |
| 9                   | Pieter Jacobs    | Topsport Vlaanderen-Baloise | z.t.     |
| 10                  | Thomas Sprengers | Topsport Vlaanderen-Baloise | + 9"     |
|                     |                  |                             |          |
| 13                  | Danny van Poppel | Trek Factory Racing         | + 10"    |

### 2e etappe
| Estaimbourg - Nieuwpoort (171 km) |                     |                             |          |
| Plaats                            | Naam                | Ploeg                       | Tijd     |
| Winnaar                           | Arnaud Démare       | FDJ.fr                      | 3u46'28" |
| 2                                 | Jens Debusschere    | Lotto-Belisol               | z.t.     |
| 3                                 | Theo Bos            | Belkin                      | z.t.     |
| 4                                 | Ramon Sinkeldam     | Giant-Shimano               | z.t.     |
| 5                                 | Tyler Farrar        | Garmin Sharp                | z.t.     |
| 6                                 | Jérôme Kerf         | Color Code-Biowanze         | z.t.     |
| 7                                 | Michael Van Staeyen | Topsport Vlaanderen-Baloise | z.t.     |
| 8                                 | Mickaël Delage      | FDJ.fr                      | z.t.     |
| 9                                 | Roy Jans            | Wanty-Groupe Gobert         | z.t.     |
| 10                                | Rüdiger Selig       | Katjoesja                   | z.t.     |

| Algemeen klassement |                     |                 |          |
| Plaats              | Naam                | Ploeg           | Tijd     |
| Gele trui           | Arnaud Démare       | FDJ.fr          | 8u04'44" |
| 2                   | Jonas Van Genechten | Lotto-Belisol   | + 12"    |
| 3                   | Theo Bos            | Belkin          | z.t.     |
| 4                   | Jens Debusschere    | Lotto-Belisol   | + 14"    |
| 5                   | Jens Keukeleire     | Orica-GreenEdge | + 16"    |
| 6                   | Matti Breschel      | Tinkoff-Saxo    | + 17"    |
| 7                   | Jack Bauer          | Garmin Sharp    | + 18"    |
| 8                   | Aleksandr Porsev    | Katjoesja       | z.t.     |
| 9                   | Angélo Tulik        | Europcar        | + 19"    |
| 10                  | Tyler Farrar        | Garmin Sharp    | + 20"    |

### 3e etappe
| Blankenberge - Middelkerke (174 km) |                     |                             |          |
| Plaats                              | Naam                | Ploeg                       | Tijd     |
| Winnaar                             | Theo Bos            | Belkin                      | 3u47'54" |
| 2                                   | Jens Debusschere    | Lotto-Belisol               | z.t.     |
| 3                                   | Arnaud Démare       | FDJ.fr                      | z.t.     |
| 4                                   | Jens Keukeleire     | Orica-GreenEdge             | z.t.     |
| 5                                   | Ramon Sinkeldam     | Giant-Shimano               | z.t.     |
| 6                                   | Baptiste Planckaert | Roubaix Lille Métropole     | z.t.     |
| 7                                   | Matti Breschel      | Tinkoff-Saxo                | z.t.     |
| 8                                   | Sondre Holst Enger  | IAM Cycling                 | z.t.     |
| 9                                   | Zdeněk Štybar       | Omega Pharma-Quick-Step     | z.t.     |
| 10                                  | Michael Van Staeyen | Topsport Vlaanderen-Baloise | z.t.     |

| Algemeen klassement |                     |                 |           |
| Plaats              | Naam                | Ploeg           | Tijd      |
| Gele trui           | Arnaud Démare       | FDJ.fr          | 11u52'43" |
| 2                   | Theo Bos            | Belkin          | + 6"      |
| 3                   | Jens Debusschere    | Lotto-Belisol   | + 12"     |
| 4                   | Morgan Lamoisson    | Europcar        | + 15"     |
| 5                   | Jonas Van Genechten | Lotto-Belisol   | + 16"     |
| 6                   | Jens Keukeleire     | Orica-GreenEdge | + 20"     |
| 7                   | Matti Breschel      | Tinkoff-Saxo    | + 21"     |
| 8                   | Aleksandr Porsev    | Katjoesja       | + 22"     |
| 9                   | Angélo Tulik        | Europcar        | + 23"     |
| 10                  | Tyler Farrar        | Garmin Sharp    | + 24"     |

### 4e etappe
| Bergen - Doornik (155 km) |                     |                         |          |
| Plaats                    | Naam                | Ploeg                   | Tijd     |
| Winnaar                   | Arnaud Démare       | FDJ.fr                  | 3u13'17" |
| 2                         | Jens Debusschere    | Lotto-Belisol           | z.t.     |
| 3                         | Tyler Farrar        | Garmin Sharp            | z.t.     |
| 4                         | Danny van Poppel    | Trek Factory Racing     | z.t.     |
| 5                         | Danilo Napolitano   | Wanty-Groupe Gobert     | z.t.     |
| 6                         | Raymond Kreder      | Garmin Sharp            | z.t.     |
| 7                         | Andreas Stauff      | MTN-Qhubeka             | z.t.     |
| 8                         | Aleksejs Saramotins | Katjoesja               | z.t.     |
| 9                         | Baptiste Planckaert | Roubaix Lille Métropole | z.t.     |
| 10                        | Jérôme Kerf         | Color Code-Biowanze     | z.t.     |

## Eindklassementen
| Plaats    | Naam                | Ploeg                   | Tijd      |
| --------- | ------------------- | ----------------------- | --------- |
| Gele trui | Arnaud Démare       | FDJ.fr                  | 15u05'41" |
| 2         | Jens Debusschere    | Lotto-Belisol           | + 16"     |
| 3         | Theo Bos            | Belkin                  | z.t.      |
| 4         | Jonas Van Genechten | Lotto-Belisol           | + 21"     |
| 5         | Matti Breschel      | Tinkoff-Saxo            | + 23"     |
| 6         | Jens Keukeleire     | Orica-GreenEdge         | + 25"     |
| 7         | Morgan Lamoisson    | Europcar                | z.t.      |
| 8         | Tyler Farrar        | Garmin Sharp            | + 30"     |
| 9         | Aleksandr Porsev    | Katjoesja               | + 32"     |
| 10        | Angélo Tulik        | Europcar                | + 33"     |
| 11        | Danny van Poppel    | Trek Factory Racing     | + 34"     |
| 12        | Baptiste Planckaert | Roubaix Lille Métropole | z.t.      |
| 13        | Andreas Stauff      | MTN-Qhubeka             | z.t.      |
| 14        | Nikolaj Troesov     | Tinkoff-Saxo            | z.t.      |
| 15        | Jelle Mannaerts     | Vérandas Willems        | z.t.      |
| 16        | Julien Vermote      | Omega Pharma-Quick-Step | z.t.      |
| 17        | Antoine Demoitié    | Wallonie-Bruxelles      | z.t.      |
| 18        | Rüdiger Selig       | Katjoesja               | z.t.      |
| 19        | Mickaël Delage      | FDJ.fr                  | z.t.      |
| 20        | Raymond Kreder      | Garmin Sharp            | z.t.      |

| Plaats      | Naam             | Ploeg         | Punten |
| ----------- | ---------------- | ------------- | ------ |
| Groene trui | Arnaud Démare    | FDJ.fr        | 91     |
| 2           | Jens Debusschere | Lotto-Belisol | 60     |
| 3           | Theo Bos         | Belkin        | 47     |

| Plaats    | Naam              | Ploeg                   | Punten |
| --------- | ----------------- | ----------------------- | ------ |
| Rode trui | Tom Dernies       | Wallonie-Bruxelles      | 60     |
| 2         | Jack Bauer        | Garmin Sharp            | 32     |
| 3         | Jonathan Dufrasne | Wallonie-Bruxelles      | 22     |
|           |                   |                         |        |
| 4         | Niki Terpstra     | Omega Pharma-Quick-Step | 22     |

| Plaats     | Naam             | Ploeg               | Tijd      |
| ---------- | ---------------- | ------------------- | --------- |
| Witte trui | Arnaud Démare    | FDJ.fr              | 15u05'41" |
| 2          | Jens Debusschere | Lotto-Belisol       | + 16"     |
| 3          | Jens Keukeleire  | Orica-GreenEdge     | + 25"     |
|            |                  |                     |           |
| 6          | Danny van Poppel | Trek Factory Racing | + 34"     |

| Plaats | Ploeg         | Tijd      |
| ------ | ------------- | --------- |
|        | Lotto-Belisol | 45u18'45" |
| 2      | Garmin Sharp  | z.t.      |
| 3      | IAM Cycling   | z.t.      |
|        |               |           |
| 5      | Belkin        | z.t.      |

## Klassementenverloop
| Etappe       | Winnaar       | Algemeen klassement · | Puntenklassement · | Bergklassement · | Jongerenklassement · | Ploegenklassement · |
| ------------ | ------------- | --------------------- | ------------------ | ---------------- | -------------------- | ------------------- |
| 1            | Arnaud Démare | Arnaud Démare         | Arnaud Démare      | Tom Dernies      | Arnaud Démare        | Wanty-Groupe Gobert |
| 2            | Arnaud Démare | Arnaud Démare         | Arnaud Démare      | Tom Dernies      | Arnaud Démare        | FDJ.fr              |
| 3            | Theo Bos      | Arnaud Démare         | Arnaud Démare      | Tom Dernies      | Arnaud Démare        | Lotto-Belisol       |
| 4            | Arnaud Démare | Arnaud Démare         | Arnaud Démare      | Tom Dernies      | Arnaud Démare        | Lotto-Belisol       |
| 0Eindstanden | 0Eindstanden  | Arnaud Démare         | Arnaud Démare      | Tom Dernies      | Arnaud Démare        | Lotto-Belisol       |

## UCI Europe Tour
In deze Eurométropole Tour waren punten te verdienen voor de ranking in de UCI Europe Tour 2014. Enkel renners die uitkwamen voor een (pro-)continentale ploeg, maakten aanspraak om punten te verdienen.
| Positie                      | 1e | 2e | 3e | 4e | 5e | 6e | 7e | 8e | 9e | 10e | 11e | 12e |
| Eindklassement               | 80 | 56 | 32 | 24 | 20 | 16 | 12 | 8  | 7  | 6   | 5   | 3   |
| Per etappe                   | 16 | 11 | 6  | 5  | 4  | 2  |    |    |    |     |     |     |
| Drager leiderstrui (per dag) | 8  |    |    |    |    |    |    |    |    |     |     |     |

| Nr. | Renner              | Ploeg                   | Punten |
| --- | ------------------- | ----------------------- | ------ |
| 1   | Adrien Petit        | Cofidis                 | 11     |
| 2   | Baptiste Planckaert | Roubaix Lille Métropole | 5      |
| 3   | Danilo Napolitano   | Wanty-Groupe Gobert     | 4      |
| 4   | Jérôme Kerf         | Color Code-Biowanze     | 2      |

Etappewedstrijden

 Ster van Bessèges ·
 Ronde van de Middellandse Zee ·
 Ruta del Sol ·
 Ronde van de Algarve ·
 Ronde van de Haut-Var ·
 Driedaagse van West-Vlaanderen ·
 Internationale Wielerweek ·
 Internationaal Wegcriterium ·
 Driedaagse van De Panne-Koksijde ·
 Ronde van de Sarthe ·
 Ronde van Trentino ·
 Ronde van Turkije ·
 Vierdaagse van Duinkerke ·
 Ronde van Azerbeidzjan ·
 Szlakiem Grodów Piastowskich ·
 Ronde van Castilië en León ·
 Ronde van Picardië ·
 Ronde van Noorwegen ·
 World Ports Classic ·
 Ronde van Beieren ·
 Ronde van België ·
 Tour des Fjords ·
 Ronde van Estland ·
 Ronde van Luxemburg ·
 Boucles de la Mayenne ·
 Ster ZLM Toer ·
 Ronde van Slovenië ·
 Route du Sud ·
 Ronde van Oostenrijk ·
 Sibiu Cycling Tour ·
 Ronde van Wallonië ·
 Ronde van Portugal ·
 Ronde van Denemarken ·
 Ronde van de Ain ·
 Ronde van Burgos ·
 Arctic Race of Norway ·
 Ronde van de Limousin ·
 Ronde van Poitou-Charentes ·
 Ronde van Groot-Brittannië ·
 Ronde van Gévaudan Languedoc-Roussillon ·
 Eurométropole Tour
Eendaagse wedstrijden

 GP La Marseillaise ·
 Grote Prijs van de Etruskische Kust ·
 Trofeo Palma ·
 Trofeo Ses Salines ·
 Trofeo Serra de Tramuntana ·
 Trofeo Platja de Muro ·
 Trofeo Laigueglia ·
 Ronde van Murcia ·
 Omloop Het Nieuwsblad ·
 Classic Sud Ardèche ·
 GP Lugano ·
 Clásica de Almería ·
 Kuurne-Brussel-Kuurne ·
 La Drôme Classic ·
 Le Samyn ·
 GP Città di Camaiore ·
 Strade Bianche ·
 Roma Maxima ·
 Ronde van Drenthe ·
 Dwars door Drenthe ·
 Nokere Koerse ·
 GP Nobili Rubinetterie ·
 Handzame Classic ·
 Classic Loire-Atlantique ·
 Grote Prijs van Cholet-Pays de Loire ·
 Dwars door Vlaanderen ·
 Route Adélie de Vitré ·
 Volta Limburg Classic ·
 Grote Prijs Miguel Indurain ·
 Ronde van La Rioja ·
 Scheldeprijs ·
 GP Cerami ·
 Klasika Primavera ·
 Parijs-Camembert ·
 Brabantse Pijl ·
 GP Denain ·
 Ronde van de Finistère ·
 Tro Bro Léon ·
 Ronde van Keulen ·
 La Roue Tourangelle ·
 Rund um den Finanzplatz Eschborn-Frankfurt ·
 Ronde van de Somme ·
 ProRace Berlin ·
 Grote Prijs van Plumelec ·
 Boucles de l'Aulne ·
 Ronde van Zeeland Seaports ·
 GP Kanton Aargau ·
 Ronde van Limburg ·
 Ronde van de Apennijnen ·
 Halle-Ingooigem ·
 Prueba Villafranca de Ordizia ·
 GP Industria & Artigianato-Larciano ·
 Ronde van Toscane ·
 Circuito de Getxo ·
 Polynormande ·
 RideLondon Classic ·
 GP Stad Zottegem ·
 Arnhem-Veenendaal Classic ·
 Châteauroux Classic de l'Indre ·
 Druivenkoers Overijse ·
 Brussels Cycling Classic ·
 GP Fourmies ·
 Ronde van de Doubs ·
 GP Jef Scherens ·
 Coppa Bernocchi ·
 GP van Wallonië ·
 Coppa Agostoni ·
 Ronde van de Drie Valleien ·
 Kampioenschap van Vlaanderen ·
 Grote Prijs Impanis-Van Petegem ·
 Memorial Marco Pantani ·
 GP Industria & Commercio di Prato ·
 GP van Isbergues ·
 Omloop van het Houtland ·
 Duo Normand ·
 Milaan-Turijn ·
 Ronde van het Münsterland ·
 Ronde van de Vendée ·
 Memorial Frank Vandenbroucke ·
 Coppa Sabatini ·
 Parijs-Bourges ·
 Ronde van Emilia ·
 Parijs-Tours ·
 GP Beghelli ·
 Nationale Sluitingsprijs ·
 Chrono des Nations